# Liste des régiments de dragons français

## Ancien Régime

### 1733
- Haut – A
- B
- C
- D
- E
- F
- G
- H
- I
- J
- K
- L
- M
- N
- O
- P
- Q
- R
- S
- T
- U
- V
- W
- X
- Y
- Z

### 1750
- Haut – A
- B
- C
- D
- E
- F
- G
- H
- I
- J
- K
- L
- M
- N
- O
- P
- Q
- R
- S
- T
- U
- V
- W
- X
- Y
- Z

### 1757
- Haut – A
- B
- C
- D
- E
- F
- G
- H
- I
- J
- K
- L
- M
- N
- O
- P
- Q
- R
- S
- T
- U
- V
- W
- X
- Y
- Z

### 1762
- Haut – A
- B
- C
- D
- E
- F
- G
- H
- I
- J
- K
- L
- M
- N
- O
- P
- Q
- R
- S
- T
- U
- V
- W
- X
- Y
- Z

- Régiment de Schomberg dragons

### 1779
- Haut – A
- B
- C
- D
- E
- F
- G
- H
- I
- J
- K
- L
- M
- N
- O
- P
- Q
- R
- S
- T
- U
- V
- W
- X
- Y
- Z

### 1786
- Haut – A
- B
- C
- D
- E
- F
- G
- H
- I
- J
- K
- L
- M
- N
- O
- P
- Q
- R
- S
- T
- U
- V
- W
- X
- Y
- Z

- Uniformes: voir « Régiments de dragons français en 1786 » sur Wikimedia Commons

## Réforme de 1791
La Réforme militaire de 1791 supprime les « appellations » des régiments et leur attribue un n°, les régiments prenant rang en fonction de leur ancienneté:
- Le régiment de Royal-Dragons devient le 1er régiment de dragons.
- Condé-Dragons: 2e régiment de dragons.
- Bourbon-Dragons: 3e régiment de dragons.
- Conti-Dragons: 4e régiment de dragons
- Colonel général: 5e régiment de dragons
- La Reine: 6e régiment de dragons.
- Dauphin-Dragons: 7e régiment de dragons.
- Penthièvre-Dragons: 8e régiment de dragons.
- Lorraine-Dragons: 9e régiment de dragons.
- Mestre de Camp Général: 10e régiment de dragons
- Artois-Dragons: 12e régiment de dragons
- Dragons de Monsieur: 13e régiment de dragons
- Chartres-Dragons: 14e régiment de dragons
- Dragons de Noailles: 15e régiment de dragons.
- Orléans-Dragons: 16e régiment de dragons.
- Schomberg Dragons: 17e régiment de dragons.
- Dragons du Roi: 18e régiment de dragons.
- Nancré-Dragons: 20e régiment de dragons.

## Deuxième Guerre mondiale
Régiments de dragons - chars (au sein des divisions légères mécaniques) :
- 13e régiment de dragons
- 18e régiment de dragons
- 29e régiment de dragons

Régiments de dragons à cheval (au sein des divisions légères de cavalerie) :
- 6e régiment de dragons
- 8e régiment de dragons
- 19e régiment de dragons
- 31e régiment de dragons

Régiments de dragons portés (au sein des divisions légères mécaniques et des divisions légères de cavalerie) :
- 1er régiment de dragons portés
- 2e régiment de dragons portés
- 3e régiment de dragons portés
- 4e régiment de dragons portés
- 5e régiment de dragons portés
- 7e régiment de dragons portés
- 11e régiment de dragons portés
- 12e régiment de dragons portés
- 14e régiment de dragons portés
- 15e régiment de dragons portés
- 17e régiment de dragons portés
- 31e régiment de dragons portés

Régiments dissous en 1939 pour former des groupes de reconnaissance :
- 9e régiment de dragons
- 10e régiment de dragons
- 20e régiment de dragons
- 30e régiment de dragons

## Aujourd'hui

### Régiments existants
- 2e régiment de dragons – nucléaire, biologique et chimique, basé à Fontevraud.
- 5e régiment de dragons, ancien Colonel Général-Dragxons[note 1]
- 13e régiment de dragons parachutistes (13e RDP) - régiment de forces spéciales, spécialisé dans le renseignement en profondeur.

### Régiments dissous
- 1er régiment de dragons
- 3e régiment de dragons
- 4e régiment de dragons
- 6e régiment de dragons
- 7e régiment de dragons
- 8e régiment de dragons
- 9e régiment de dragons
- 10e régiment de dragons
- 11e régiment de dragons
- 12e régiment de dragons
- 14e régiment de dragons
- 15e régiment de dragons
- 16e régiment de dragons
- 17e régiment de dragons
- 18e régiment de dragons
- 19e régiment de dragons
- 20e régiment de dragons
- 21e régiment de dragons
- 22e régiment de dragons
- 23e régiment de dragons
- 24e régiment de dragons
- 25e régiment de dragons
- 26e régiment de dragons[note 2]
- 27e régiment de dragons
- 28e régiment de dragons
- 29e régiment de dragons
- 30e régiment de dragons
- 31e régiment de dragons
- 32e régiment de dragons